# Тарногура (Підкарпатське воєводство)
Тарногура (пол. Tarnogóra) — село в Польщі, у гміні Нова Сажина Лежайського повіту Підкарпатського воєводства.
Населення — 877 осіб (2011).
У 1975-1998 роках село належало до .

## Демографія
Демографічна структура станом на 31 березня 2011 року:
|          | Загалом | Допрацездатний вік | Працездатний вік | Постпрацездатний вік |
| -------- | ------- | ------------------ | ---------------- | -------------------- |
| Чоловіки | 450     | 110                | 299              | 41                   |
| Жінки    | 427     | 81                 | 257              | 89                   |
| Разом    | 877     | 191                | 556              | 130                  |